# Joseph Kalathiparambil
Joseph Kalathiparambil (sinh 1952) là một Giám mục người Ấn Độ của Giáo hội Công giáo Rôma. Ông hiện là Tổng giám mục chính tòa Tổng giáo phận Verapoly. Trước khi đến Verapoly, ông cũng từng đảm trách nhiều nhiệm vụ khác như Giám mục chính tòa Giáo phận Calicut và Tổng Thư kí Hội đồng Giáo hoàng về Chăm sóc Mục vụ Di dân và Dân Du mục.

## Tiểu sử
Tổng giám mục Joseph Kalathiparambil sinh ngày 6 tháng 10 năm 1952, tại Vaduthala, thuộc Ấn Độ. Sau quá trình tu học dài hạn tại các cơ sở chủng viện theo quy định của Giáo luật, ngày 13 tháng 3 năm 1978, Phó tế Kalathiparambil, 26 tuổi, tiến đến việc được truyền chức linh mục. Tân linh mục là thành viên của linh mục đoàn Tổng giáo phận Verapoly
Sau hơn nửa cuộc đời thực hiện các hoạt động mục vụ với tư cách là một người linh mục, ngày 19 tháng 4 năm 2002, Tòa Thánh cho phổ biến thông tin Giáo hoàng đã tuyển lựa và đưa ra quyết định bổ sung linh mục Joseph Kalathiparambil, 50 tuổi, vào hàng ngũ các Giám mục, với chức danh Giám mục chính tòa Giáo phận Calicut. Lễ tấn phong cho vị tân chức gấp rút tiến hành và được tổ chức sau đó 1 tháng, vào ngày 19 tháng 5 cùng năm, với phần nghi thức chính yếu cho việc truyền chức được đảm trách bởi ba giáo sĩ cấp cao. Chủ phong cho vị tân chức là Tổng giám mục Daniel Acharuparambil, O.C.D., Tổng giám mục chính tòa Verapoly. Hai vị khác trong vai trò phụ phong, gồm Giám mục Maxwell Valentine Noronha, Nguyên giám mục chính tòa Calicut và Giám mục Varghese Chakkalakal, Giám mục chính tòa Giáo phận Kannur. Tân giám mục chọn cho mình châm ngôn:Super omnia caritas.
Sau gần 10 năm trên cương vị là một người cha tinh thần của Giáo phận Calicut, bất ngờ, ngày 22 tháng 2 năm 2011, Tòa Thánh ra thông cáo, qua đó quyết định thuyên chuyển giám mục Joseph Kalathiparambil về Giáo triều Rôma, đảm nhận vị trí là Tổng Thư kí Hội đồng Giáo hoàng về Chăm sóc Mục vụ Di dân và Dân Du mục.
Hội đồng Giáo hoàng về Chăm sóc Mục vụ Di dân và Dân Du mục bị giải tán, ngày 31 tháng 10 năm 2016, Giáo hoàng đã ra quyết định thuyên chuyển giám mục Joseph Kalathiparambil về quê hương Ấn Độ, phục vụ tại Giáo phận nơi ông từng làm linh mục, với chức danh chính thức là Tổng giám mục chính tòa Tổng giáo phận Verapoly. Ông chính thức nhận nhiệm vụ mới này vào ngày 18 tah1ng 12 cùng năm.